# SS Athenia (1922)
O SS Athenia foi um transatlântico construído em Glasgow para a Anchor-Donaldson Line, que mais tarde se tornou Donaldson Atlantic Line. Ele navegou entre o Reino Unido e a costa leste do Canadá até setembro de 1939, quando um torpedo do submarino alemão o U-30 o afundou nas abordagens ocidentais.
O Athenia foi o primeiro navio do Reino Unido a ser afundado pela Alemanha durante a Segunda Guerra Mundial, e o incidente representou a maior perda de vidas da Donaldson Line no mar. 117 passageiros civis e tripulantes foram mortos pelo naufrágio, condenado como crime de guerra. 
Os mortos incluíram 28 cidadãos dos EUA, levando a Alemanha a temer que os EUA reagissem juntando-se à guerra ao lado do Reino Unido e da França. As autoridades alemãs de tempo de guerra negaram que um de seus submarinos tivesse afundado o navio, e uma admissão da responsabilidade alemã não veio até 1946.
Ele foi o segundo navio da Donaldson desse nome a ser torpedeado e afundado por um submarino alemão; O Athenia anterior também foi atacado em 1918.

## Construção
O Athenia foi construído pelo estaleiro Fairfield Shipbuilding and Engineering Company de Govan, em Glasgow, lançando-o em 28 de janeiro de 1922 e completando-o em 1923. Em 1930, seu equipamento de navegação incluiu radiogoniometria sem fio, e em 1934 acrescentaram um dispositivo de ecobatímetro e bússola giroscópica.

## Carreira
O Athenia foi construído para a Anchor-Donaldson Line, uma joint venture entre a Anchor Line e Donaldson Line. Um navio irmão, Letitia, foi lançado em outubro de 1924 e concluído em 1925. O Athenia e Letitia eram os dois maiores navios da Donaldson. Eles serviram na rota transatlântica da Anchor-Donaldson, que ligava Liverpool e Glasgow com Quebec e Montreal no verão e Halifax no inverno. Após a construção do Pier 21 em Halifax em 1928, O Athenia tornou-se um navio mais ativo na cidade, fazendo mais de 100 viagens a Halifax com imigrantes.

## Naufrágio

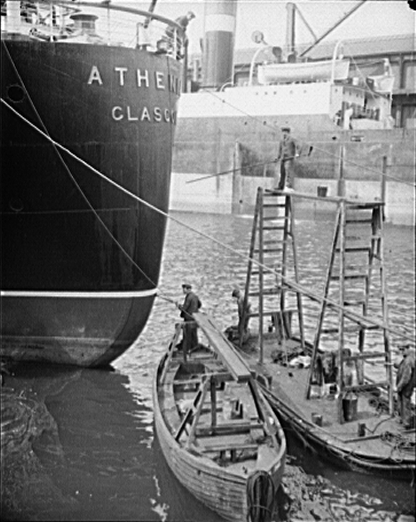
Trabalhadores pintando a popa do Athenia no verão de 1937

Em 1 de setembro de 1939, Athenia, comandado pelo capitão James Cook, deixou Glasgow com destino a Montreal via Liverpool e Belfast. Ele transportava 1 103 passageiros, incluindo cerca de 500 refugiados judeus, 469 canadenses, 311 cidadãos dos EUA, 72 cidadãos do Reino Unido e 315 tripulantes. Apesar de indícios claros de que a guerra estouraria qualquer dia, ele partiu para Liverpool às 13h00m no dia 2 de setembro. No dia seguinte, a 60 milhas náuticas (110 km) ao sul de Rockall e 200 milhas náuticas (370 km) a noroeste de Inishtrahull, na Irlanda, foi avistado pelo submarino alemão U-30 comandado por Fritz-Julius Lemp. Lemp afirmou mais tarde que ele era um navio escurecido dirigindo um curso em ziguezague que parecia estar bem fora das rotas de transporte normais, fazendo com que ele acreditasse que era um navio de tropas, um navio de chamariz ou um navio mercante armado. O U-30 rastreou o Athenia por três horas até, eventualmente, às 19h40m, quando ambos estavam entre Rockall e ilha de Tory, Lemp ordenar que dois torpedos fossem disparados. Um explodiu na sala de máquinas do Athenia, que começou a afundar pela popa.
Vários navios, incluindo o contratorpedeiro HMS Electra, responderam os sinais de socorro do Athenia. O capitão do Electra, um oficial sênior chamado Sammy A. Buss assumiu o comando do resgate. Ele ordenou o contratorpedeiro HMS Fame a fazer uma varredura anti-submarina na área, enquanto o Electra, outro contratorpedeiro, um iate sueco, um petroleiro norueguês e um navio de carga dos EUA resgatavam sobreviventes. Entre eles, resgataram cerca de 981 passageiros e tripulantes. O navio alemão SS Bremen, que navegava de Nova Iorque para Murmansk também recebeu o pedido de socorro do Athenia, mas ignorou. O SS City of Flint levou 223 sobreviventes para a Pier 21 em Halifax, enquanto Knute Nelson levou 450 para Galway.

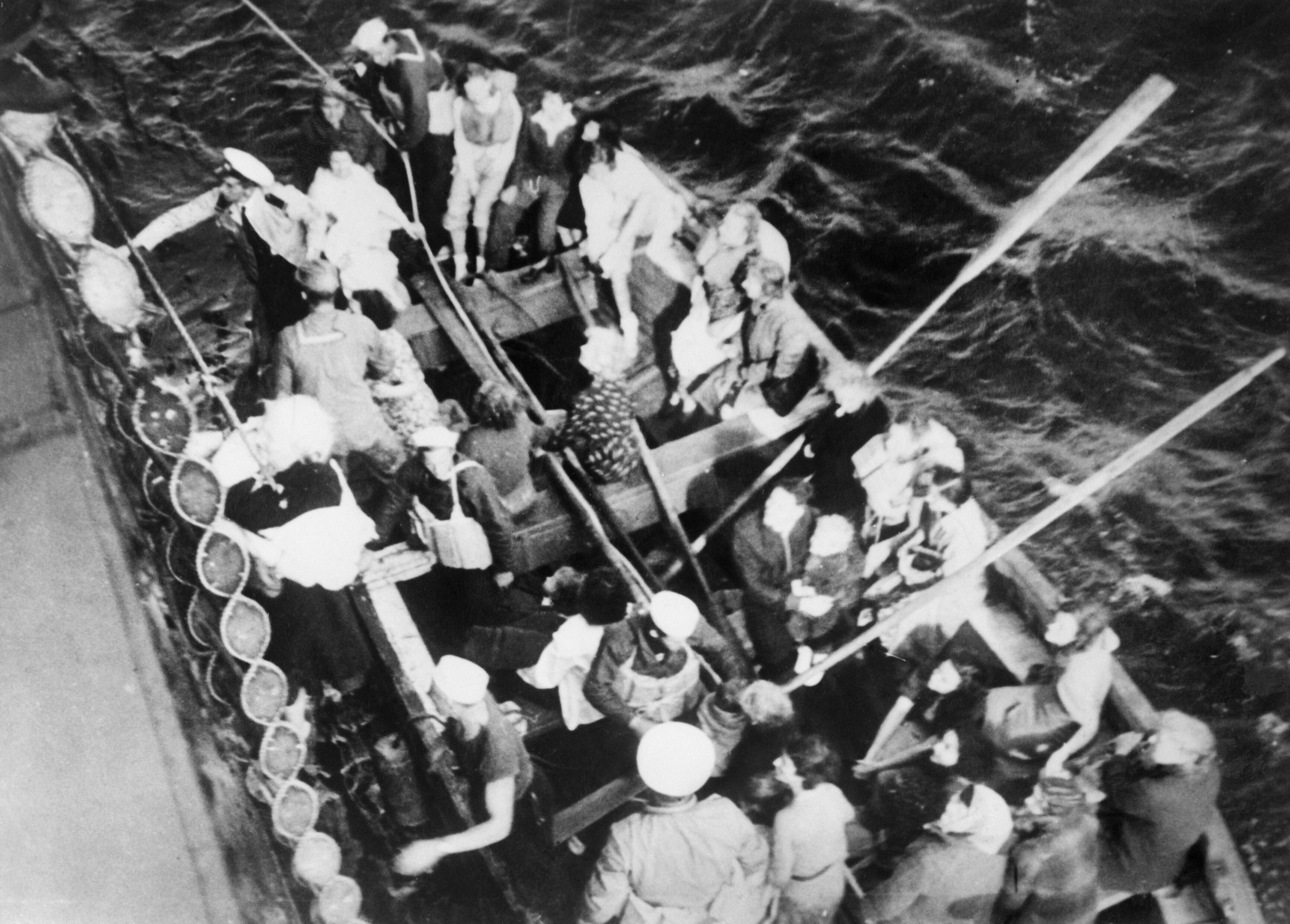
Sobreviventes do Athenia em um dos botes salva-vidas ao lado do SS SS City of Flint

Athenia permaneceu flutuando por mais de 14 horas, até que ele finalmente afundou às 10h:40m na manhã seguinte. Dos 1 418 a bordo, 98 passageiros e 19 membros da tripulação foram mortos. Muitos morreram na sala das máquinas, local onde o torpedo atingiu. Cerca de 50 pessoas morreram quando um dos botes salva-vidas foi esmagado pela hélice do petroleiro Knute Nelson.
Houve um segundo acidente em cerca das 5h00 horas quando o bote salva-vidas N°8 caiu em um mar pesado abaixo da popa do iate Southern Cross, matando 10 pessoas. Três passageiros foram esmagados enquanto tentavam transferir-se dos botes salva-vidas para os contratorpedeiros da Marinha Real Britânica. Em última análise, todas as mortes foram o resultado das ordens de violação do U-Boot ao torpedear um navio de passageiros mercante.
54 mortos eram canadenses e 28 eram cidadãos dos EUA, o que levou os alemães a temerem de que o incidente levaria os EUA à guerra.

### Repercussão
O naufrágio recebeu publicidade dramática em todos os jornais de língua inglesa. As primeiras páginas de muitos jornais publicaram fotografias do navio perdido, além de manchetes sobre a declaração de guerra do Reino Unido. Por exemplo, um artigo da Halifax Herald datado em 4 de setembro de 1939, teve um banner em sua página principal anunciando: "TRANSATLÂNTICO ATHENIA FOI TORPEDEADO E AFUNDOU" com, no centro da página, "IMPÉRIO EM GUERRA" em impressão vermelha de tamanho superior.
Quando o Grande Almirante Raeder soube do naufrágio do Athenia, ele fez perguntas e foi informado de que nenhum U-Boot esteve mais próximo do que 75 milhas (121 km) do local do naufrágio. Ele, portanto, disse ao encarregado de negócios dos EUA que a Marinha Alemã não tinha sido o responsável. Quando, no dia 27 de setembro, o U-30 voltou para Wilhelmshaven, Lemp informou ao Almirante Dönitz que tinha afundado o Athenia acidentalmente. Dönitz imediatamente enviou Lemp para Berlim, onde o mesmo explicou o incidente a Raeder. Raeder por sua vez, relatou a Hitler, que decidiu que o incidente deveria ser mantido em segredo por razões políticas.
Um mês depois, o Völkischer Beobachter, jornal oficial do partido nazista, publicou um artigo que culpava o Reino Unido pela perda do Athenia, acusando Winston Churchill, então primeiro lorde do Almirantado, de afundar o navio para obter uma opinião neutra contra a Alemanha. Raeder afirmou não ter tomado conhecido sobre isso antes da publicação e disse que se ele soubesse, teria impedido que fosse publicado.
Nos Estados Unidos, 60 por cento dos inquiridos de uma pesquisa da Gallup acreditavam que os alemães eram responsáveis, apesar de suas reivindicações iniciais de que o Athenia tinha sido afundado pelo Reino Unido para propósitos de propaganda, com apenas 9 por cento acreditando o contrário.
Alguns não estavam completamente convencidos de que a Alemanha era de fato responsável. Herbert Hoover expressou suas dúvidas, dizendo: "São táticas tão pobres que não posso acreditar que os alemães desajeitados fariam tal coisa", enquanto o senador da Carolina do Norte, Robert Rice Reynolds, negou que a Alemanha tivesse algum motivo para afundar o Athenia. Na melhor das hipóteses, ele disse que tal ação "só poderia inflamar o mundo, particularmente a América, contra a Alemanha, sem lucros apreciáveis do naufrágio". Ele acrescentou que a Grã-Bretanha poderia ter tido um motivo - "enfurecer o povo americano".
O caso ficou em segredo até janeiro de 1946, durante um processo contra o Almirante Raeder nos julgamentos de Nuremberg, quando uma declaração do Almirante Dönitz foi lida em que ele finalmente admitiu que o Athenia tinha sido torpedeado pelo U-30 e que todos os esforços foram feitos para manter o caso em segredo.
Depois do naufrágio do Athenia, muitas teorias da conspiração surgiram. Por exemplo, um artigo da Italian News de Boston sugeriu que o navio tinha sido afundado por minas britânicas, culpando U-Boots alemães para atrair a América na guerra. As alegações no entanto eram infundadas.

### Descoberta dos destroços
O oceanógrafo e arqueólogo marinho David Mearns encontrou um destroço que acreditou ser do Athenia. Mearns localizou o destroço no Rockall Bank usando imagens de sonar, que foram examinadas pela Geological Survey of Ireland para mapear o fundo do mar. Ele declarou: "Posso entrar em um tribunal de justiça e dizer: 'Esse é o Athenia?' Não. Mas salvo uma fotografia que posso dizer na minha opinião de especialista, existe uma probabilidade muito, muito alta de que seja o Athenia. Tudo se encaixa".

## Cultura popular
Nenhum filme foi feito da história completa do afundamento, mas o longa Arise, My Love (1940), dirigido por Mitchell Leisen e estrelado por Claudette Colbert e Ray Milland, teve uma sequência envolvendo o torpedo do navio.
A canção Rollerskate Skinny, escrita por Rhett Miller e composta por sua banda Old 97's menciona o naufrágio do Athenia.
O naufrágio do Athenia também fez parte do início do filme U 47 – Kapitänleutnant Prien (1958).